# メアリー・ピックフォード

サイン

- メアリー・ピックフォード
- メリー・ピックフォード

メアリー・ピックフォード（Mary Pickford、1892年4月8日 - 1979年5月29日）は、カナダ・トロント出身の女優、プロデューサー。サイレント映画時代の大スターであり、「アメリカの恋人」と呼ばれて親しまれた。妹のロッティ・ピックフォードは女優、弟のジャック・ピックフォードは映画監督・プロデューサー。なお「メアリー」ではなく「メリー」の表記もよく使われる。

## 生涯
ピックフォードの本名は、グラディス・マリー・スミス（Gladys Marie Smith）といった。アイルランド系カトリック教徒の両親のもとに生まれる。カナダの巡業劇団に参加し7歳より子役として活躍していたが、ニューヨークに移りブロードウェイの舞台に立つようになった。1909年、15歳の時に有名なD・W・グリフィス監督に認められて映画デビュー。小柄で若々しいピックフォードは、無邪気な少女役で長く人気を博した。

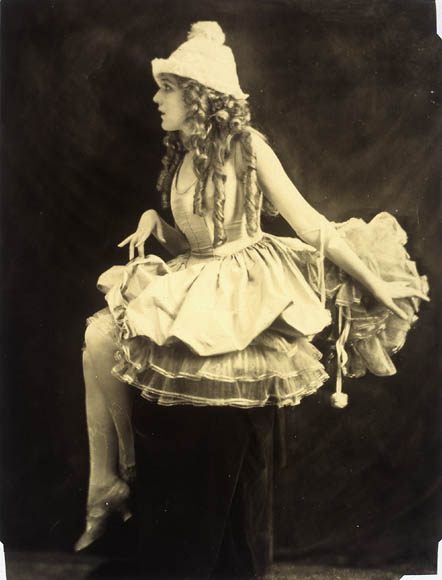
ジーグフェルド・フォリーズでジーグフェルド・ガールズをしていた頃のメアリー・ピックフォード

ピックフォードは年間100万ドル稼ぐ最初の女優であった（同時期のスターであった浪費家のグロリア・スワンソンと違い、貯金もする倹約家だった）。
1916年、自分自身のプロダクション「メアリー・ピックフォード・カンパニー」を設立。自分の出演する映画のプロデューサーを務めるなど、映画の制作も手掛ける最初の女優となった。
1919年、監督のD・W・グリフィス、ダグラス・フェアバンクス、チャールズ・チャップリンらと映画の制作・配給会社のユナイテッド・アーティスツ社を共同設立。同社の映画『青春の夢』や『小公子』などに主演。
1922年、ドイツの映画監督エルンスト・ルビッチをハリウッドに招き、制作した映画『ロジタ』に出演。
1929年の『コケット』でアカデミー主演女優賞を受賞した。

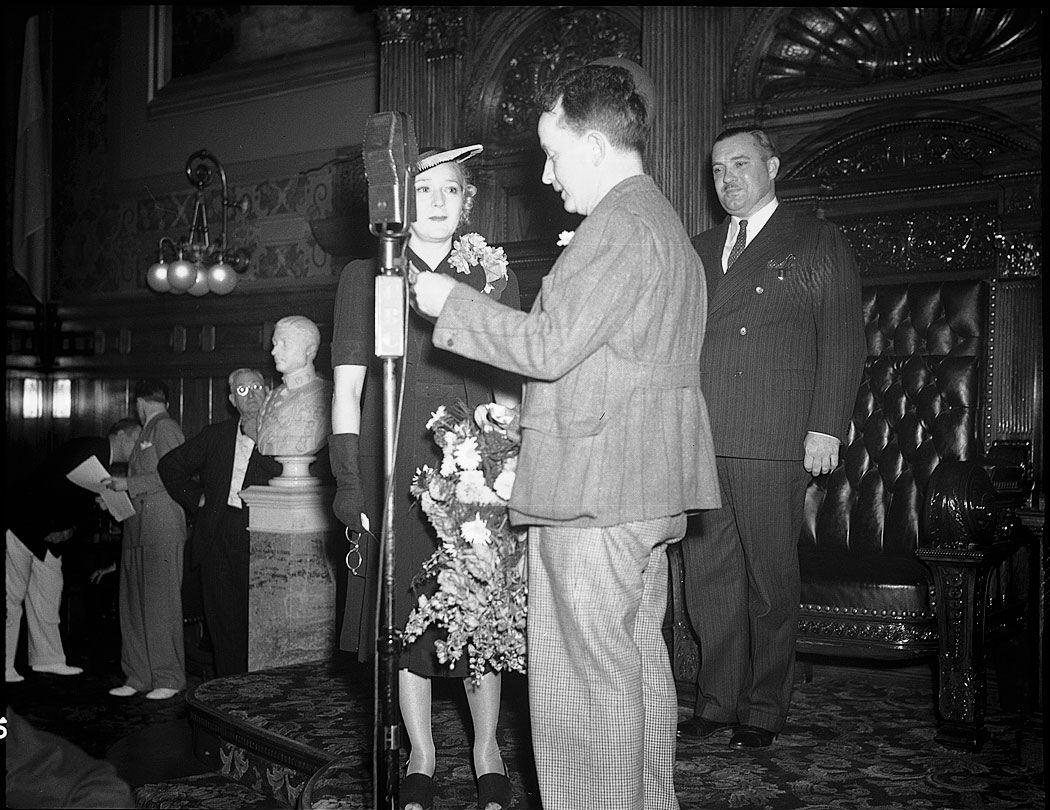
カナダ訪問時（1938年）

1933年に俳優業から引退。引退後はプロデューサーとして映画製作に参加したり、化粧品会社などを設立し実業家としても活躍した。83歳の1975年にアカデミー名誉賞を授与され、その4年後に亡くなった。
プライベートでは1920年にダグラス・フェアバンクスと結婚し、このカップルは"ピックフェア"と呼ばれ親しまれたが1936年に離婚した。
ピックフォードの名言「失敗とは転ぶことではなく、転んだまま起き上がらないことです」。

## 主な出演作品

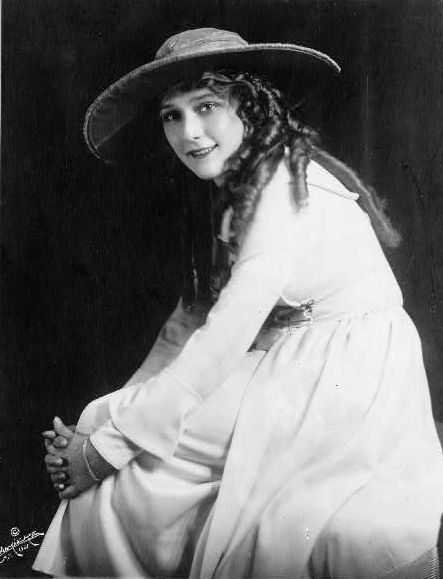
1921年頃撮影のポートレート

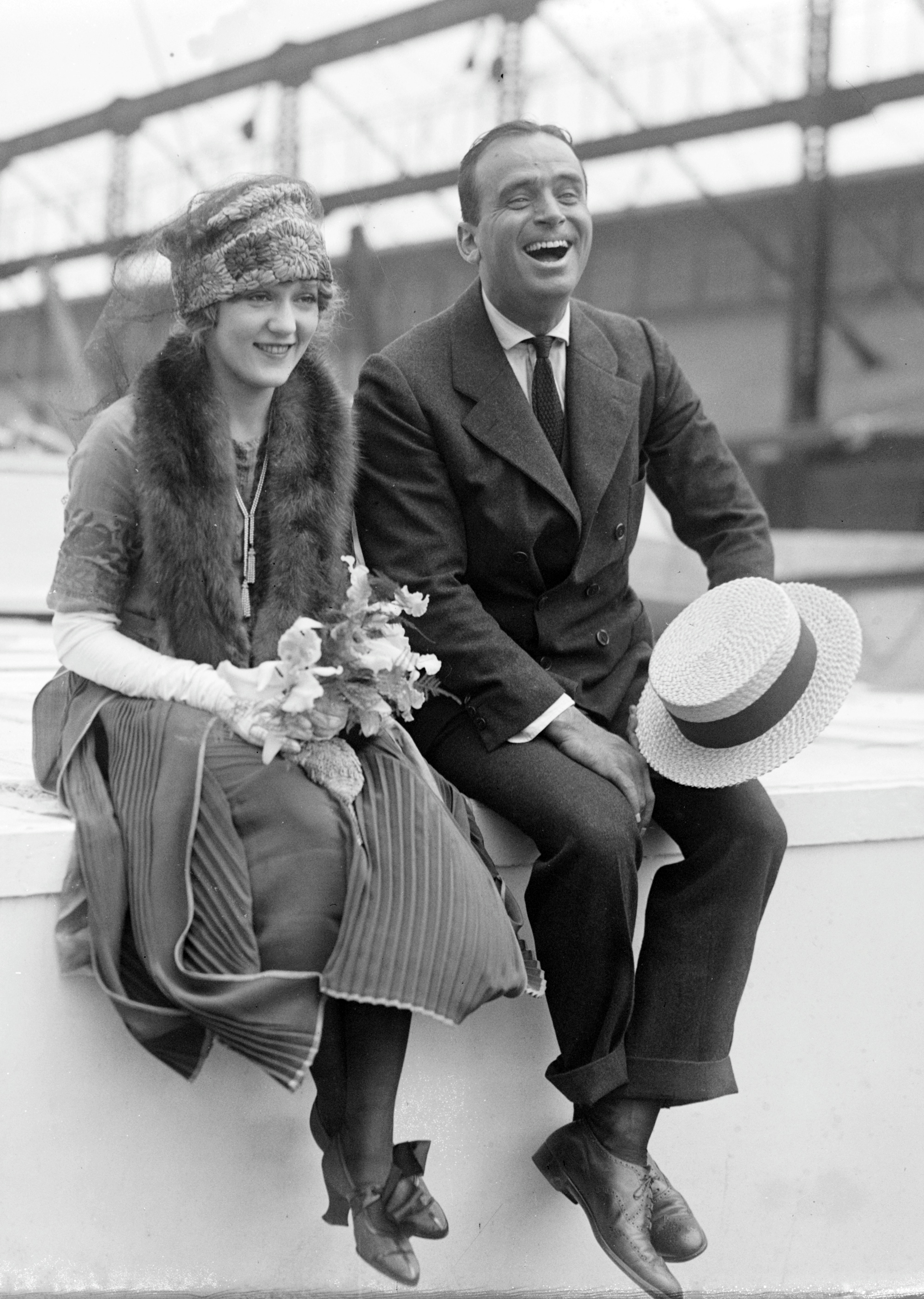
フェアバンクスとハネムーンへ

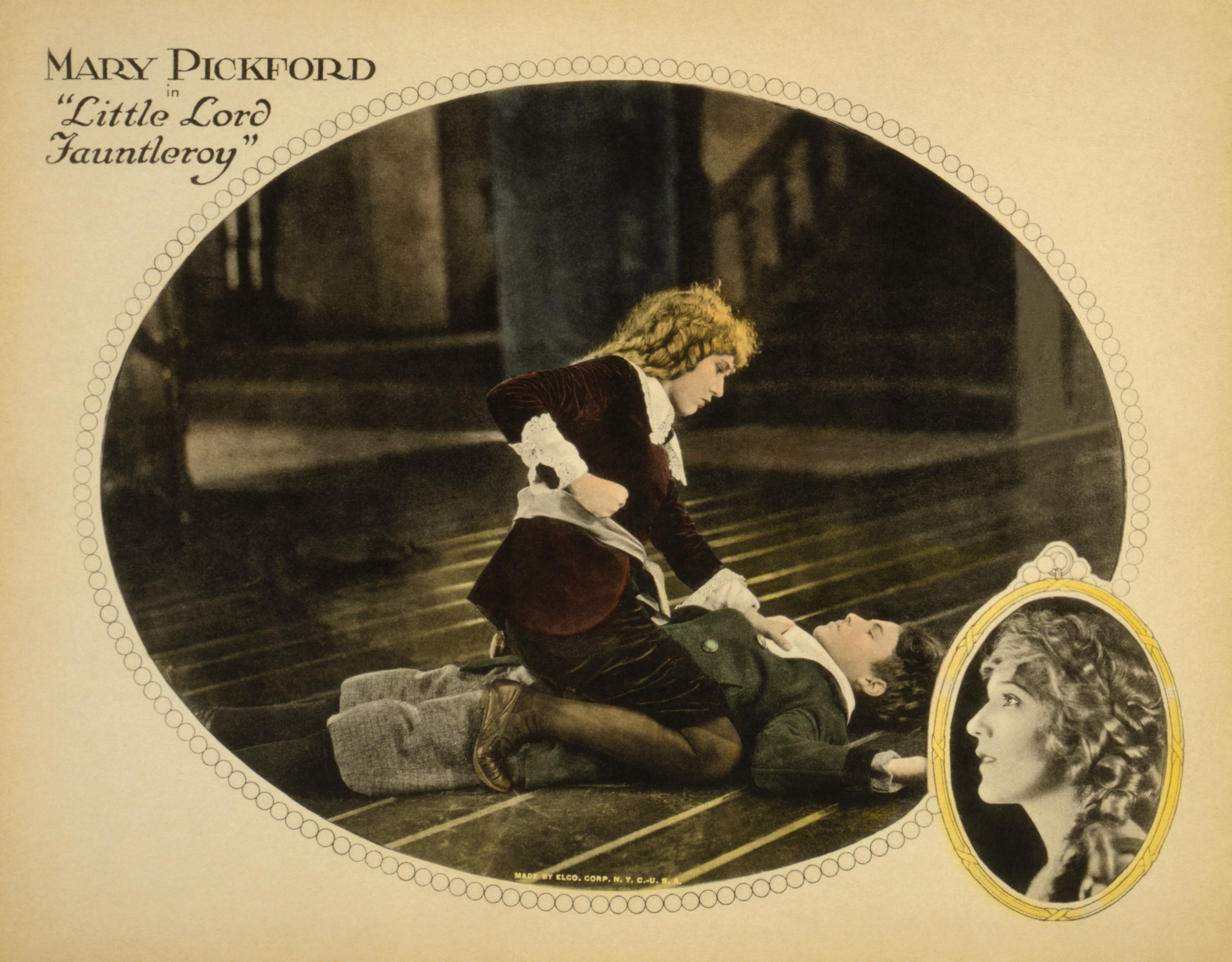
『小公子』（1921）

- 死の歌（イタリア語版） A Pueblo Legend（1912年）
- 落花流水（英語版） Caprice（1913年）
- 鷲の友（英語版） The Eagle's Mate（1914年）
- シンデレラ（英語版） Cinderella（1914年）
- 山家の娘（英語版） Fanchon, the Cricket（1915年）
- 優しき乙女（英語版） Esmeralda（1915年）
- 半生の悪夢（英語版） Poor Little Peppina（1916年）
- 印度の処女（英語版） Less Than the Dust（1916年）
- 一門の誇り（英語版） The Pride of the Clan（1917年）
- 小米国人（英語版） The Little American（1917年） セシル・B・デミル 監督
- 農場のレベッカ（英語版） Rebecca of Sunnybrook Farm（1917年）
- 小公女（英語版） The Little Princess（1917年）
- 闇に住む女（英語版） Stella Maris（1918年）
- 春のおとづれ（英語版） How Could You, Jean?（1918年）
- 連隊の花（英語版） Johanna Enlists（1918年）
- 青年大尉キッド（英語版） Johanna Enlists（1919年）
- 孤児の生涯（英語版） Daddy-Long-Legs（1919年）
- 十五、六の頃（英語版） The Hoodlum（1919年）
- 想い出の丘へ（英語版） Heart o'the Hills（1919年）
- 青春の夢 Pollyanna（1920年）
- シャボンの泡（英語版） Suds（1920年）
- 愛の燈明（英語版） The Love Light（1921年）
- ナット The Nut（1921年）カメオ出演
- 勝手口から（英語版） Through the Back Door（1921年）
- 小公子 Little Lord Fauntleroy（1921年）
- 嵐の国のテス（英語版） Tess of the Storm Country（1922年）
- ロジタ（英語版） Rosita（1923年） エルンスト・ルビッチ監督
- ドロシー・ヴァーノン（英語版） Dorothy Vernon of Haddon Hall（1924年）
- アンニー可愛や Little Annie Rooney（1925年）
- ベン・ハー Ben Hur（1925年）ノンクレジット
- ダグラスの海賊（英語版） The Black Pirate（1926年）ノンクレジット
- 雀（英語版） Sparrows（1926年）
- デパート娘大学（英語版） My Best Girl（1927年）
- ガウチョ The Gaucho（1927年）
- コケット Coquette（1929年） アカデミー主演女優賞受賞
- じゃじゃ馬馴らし The Taming of the Shrew（1929年）- ウィリアム・シェイクスピアの『じゃじゃ馬ならし』の映画化
- お転婆キキ Kiki（1931年）
- 秘密 Secrets（1933年）

## 関連事項
- ピックフォードの名を取った「メアリー・ピックフォード」というカクテルがある。ラム酒とパイナップル・ジュースを使用し、1920年台に考案されたとされる。
- 谷崎潤一郎の小説『痴人の愛』では、ヒロインのナオミの容貌をメアリー・ピックフォードに例える場面が繰り返し登場する。なお、原文では「メリー・ピクフォード」と表記されている[6]。
- 女形俳優の立花貞二郎は『サンフランシスコ・クロニクル』紙の記者に、「日本のメアリー・ピックフォード」と評された。
- 1932年ロス五輪馬術障害優勝の西竹一とは、夫ダグラス・フェアバンクスと共に親交があった。C・イーストウッド監督映画『硫黄島からの手紙』で、そのことが描写されている。
- 一方、第二次世界大戦中はハンフリー・ボガートやイングリッド・バーグマンら他のハリウッドスターと共に、宋美齢による米国内での「抗日キャンペーン」に協力した。
- チャップリンを世に出したマック・セネットの自叙伝『〈喜劇映画〉を発明した男 帝王マック・セネット、自らを語る』（作品社、2014年）に、幼年期からのピックフォードのエピソードが多く書かれている。
- イギリスのシンガーソングライターケイティ・メルアの作品に、『"Mary Pickford (Used to Eat Roses)" 』(2007) がある。